# 莫隆
莫隆（法語：Morlon，法語：[mɔʁlɔ̃], 法兰克-普罗旺斯语：[mɔʁˈlɔ̃] ⓘ）是瑞士弗里堡州的一个市镇。该市镇总面积为2.50平方千米，截至2018年12月31日总人口为615人。